# Volunteer (yacht)
Le yacht Volunteer était le defender américain qui remporta la septième coupe de l'America en 1887, face au challenger écossais Thistle du Royal Clyde Yacht Club.

## Construction
Volunteer est un sloop à quille rétractable conçu par l'architecte Edward Burgess, et construit en 1886 au chantier Pusey & Jones à Wilmington (Delaware). Son propriétaire est le général Charles J. Paine qui naviguait au New York Yacht Club.
Sa coque est en acier, sur des membrures en acier, et le pont en pin blanc.

## Carrière
Volunteer l'emporte facilement sur Mayflower lors des régates de sélection pour le défi de 1887. Il est vainqueur de la Coupe les 27 et 30 septembre contre Thistle. Il est skippé par le capitaine Hank Haff avec l'assistance des capitaines Terry, Berry et L. Jeffrey
Peu après les régates de la Coupe, il est acheté par John Malcolm Forbes, déjà propriétaire de Puritan, qui le transforme en goélette en 1891. Il est démantelé au chantier de démolition de New York en 1910.